# Sinfonieorchester der Nationalphilharmonie Warschau

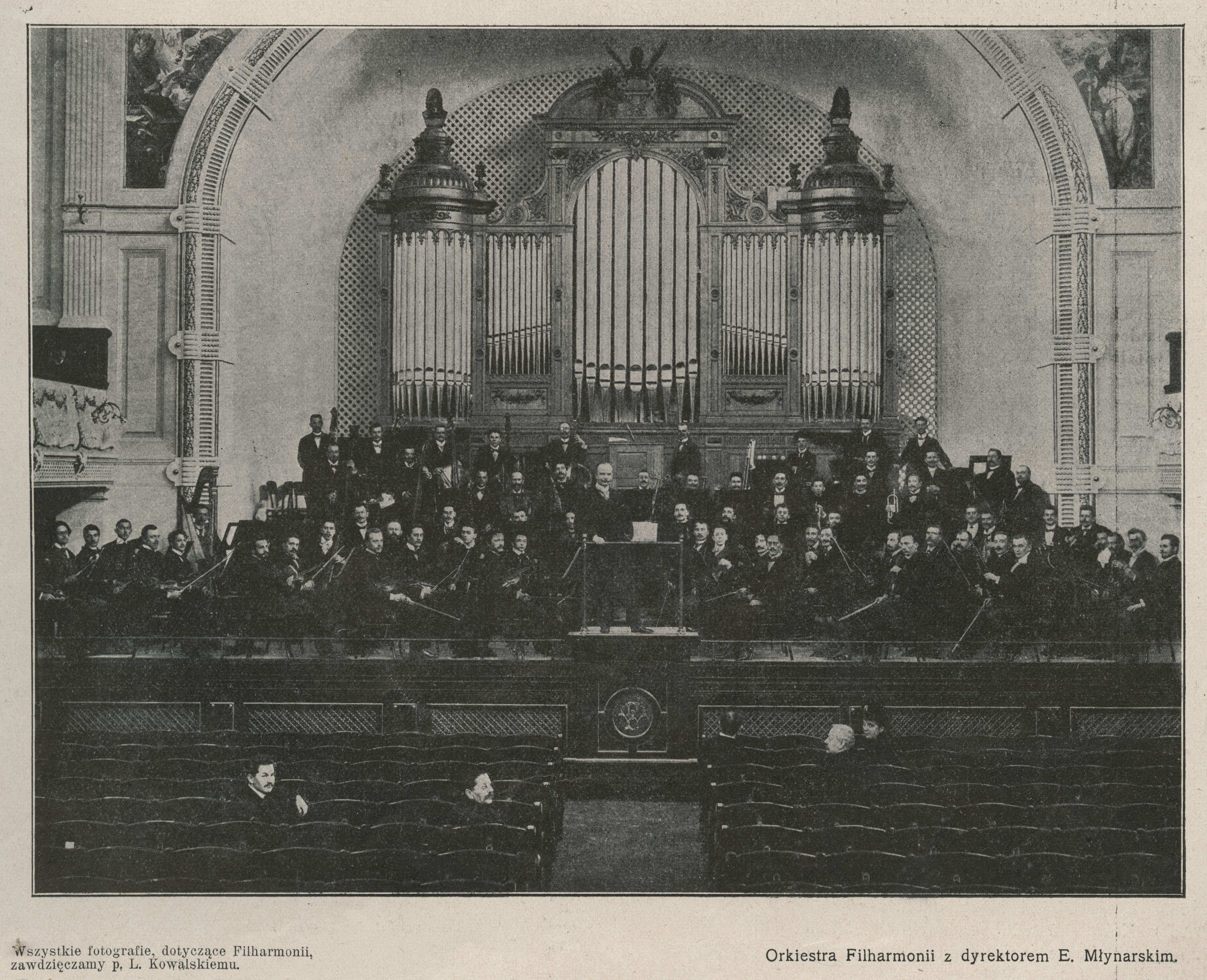
Sinfonieorchester der Nationalphilharmonie Warschau mit Chefdirigent Emil Młynarski 1901.

Das Sinfonieorchester der Nationalphilharmonie Warschau (polnisch Orkiestra Symfoniczna Filharmonii Narodowej, im englischen Sprachgebrauch auch Warsaw Philharmonic – The National Orchestra and Choir of Poland) ist ein 1901 gegründetes polnisches Orchester, das in der Nationalphilharmonie Warschau beheimatet ist.

## Geschichte
Das erste Konzert des Orchesters fand am 5. November 1901 zur Eröffnung der neu erbauten Nationalphilharmonie statt. Unter der Leitung des ersten Chefdirigenten Emil Młynarski spielte das Orchester Werke des Komponisten, Pianisten und späteren Ministerpräsidenten Ignacy Jan Paderewski, der auch als Solist mitwirkte, sowie Werke von Frédéric Chopin, Stanisław Moniuszko, Zygmunt Noskowski, Sigismond Stojowski und Władysław Żeleński. Schon vor dem Ersten Weltkrieg und in der Zwischenkriegszeit spielte das Orchester bald eine zentrale Rolle im polnischen Musikleben und arbeitete mit Komponisten, Dirigenten und Solisten aus ganz Europa zusammen, u. a. mit Edvard Grieg, Arthur Honegger, Victor Klemperer, Sergei Prokofiew, Sergei Rachmaninow, Maurice Ravel, Artur Rodziński, Richard Strauss, Igor Strawinski, Claudio Arrau, Wladimir Horowitz, Wilhelm Kempff, Artur Rubinstein, Bronislaw Huberman und Pablo Sarasate.
Nach der Wiedereröffnung der zerstörten Nationalphilharmonie 1955 gelang es in der Ära bis 1977 unter den Chefdirigenten Bohdan Wodiczko und Witold Rowicki, das Orchester entscheidend zu vergrößern. In dieser Zeit erhielt das Konzerthaus auch eine Orgel, und das Orchester bekam einen professionellen Chor zur Seite, gegründet von Zbigniew Soja. Prägend war weiterhin die Amtszeit von Kazimierz Kord (1977–2001), der das sinfonische Repertoire mit Oratorien und Opern erweiterte und die Aufnahmetätigkeit des Orchesters verstärkte.
2013 debütierte das Orchester bei den Proms. Im selben Jahr gewann es unter Antoni Wit einen Grammy, ein weiterer folgte 2017 mit Krzysztof Penderecki am Pult als Gastdirigent.
2019 wurde Andrey Boreyko Chefdirigent des Orchesters.

## Soundtracks und Gastspiele
Seit den 1990er Jahren erstellte das Orchester auch zahlreiche Soundtracks für Filme und Anime-Serien, u. a. für Gankutsuō, Cowboy Bebop, Oh! My Goddess: Der Film, The Vision of Escaflowne, Wolf’s Rain, Hellsing, Sōsei no Aquarion und Fullmetal Alchemist, für Computerspiele wie Phantasy Star Universe und Final Fantasy XIII und für Filme wie Avalon – Spiel um dein Leben und Battle Royale.
Zu Hause wirkt das Orchester beim Internationalen Chopin-Wettbewerb und beim Warschauer Herbst mit. Weltweit unternahm es bisher über 150 Tourneen und gastierte u. a. in der Carnegie Hall, Berliner Philharmonie, Royal Festival Hall, Suntory Hall, im Teatro alla Scala und Teatro La Fenice sowie auf Festivals u. a. in Moskau, Chicago, Bergen und Athen.
Das Orchester umfasst 112 Musiker, der dazugehörige Chor 100 Sänger (Stand 2019).

## Chefdirigenten
- Emil Młynarski (1901–1905)[2]
- Zygmunt Noskowski (1906–1908)
- Henryk Melcer-Szczawiński (1908–1909)
- Grzegorz Fitelberg (1909–1911)
- Zdzisław Birnbaum (1911–1914, 1916–1918)
- Roman Chojnacki (1918–1938)
- Józef Ozimiński (1938–1939)
- Olgierd Straszyński (1945–1946)
- Andrzej Panufnik (1946–1947)
- Jan Adam Maklakiewicz (1947–1948)
- Witold Rudziński (1948–1949)
- Władysław Raczkowski (1949–1950)
- Witold Rowicki (1950–1955 und 1958–1977)
- Bohdan Wodiczko (1955–1958)
- Kazimierz Kord (1977–2001)
- Antoni Wit (2002–2013)
- Jacek Kaspszyk (2013–2019)
- Andrey Boreyko (seit 2019)